# Каллиник (Ханиотис)
Митрополи́т Каллини́к (греч. Μητροπολίτης Καλλίνικος, в миру Константи́нос Ханио́тис греч. Κωνσταντῖνος Χανιώτης; 1925, Ано-Мера, Миконос — 18 октября 2016, Ламия, Греция) — епископ Ламийского синода ИПЦ Греции; митрополит Фтиотидский и Фавмакский (1971—2016).

## Биография
Родился в 1925 году в Ано Мера на острове Миконос. После окончания классической гимназии в Афинах, вернулся в родное село и поступил в Введенский монастырь Панагия Турлианис, где в 1947 году был пострижен в монашество с именем Каллиник (в честь Каллиника Константинопольского).
В 1950 году митрополитом Сирским Филаретом был рукоположен в сан иеродиакона, а в 1954 году — в сан иеромонаха. Позднее возведён в достоинство архимандрита.
В 1965 году присоединился к «флоринитскому» синоду ИПЦ Греции и был назначен настоятелем храма святителя Спиридона, Тримифунтского чудотворца, в Ламии.
В 1971 году иерархами «флоринитского» синода во главе архиепископа Афинского Авксентия (Пастраса) был избран и рукоположен во епископа Фтиотидского и в том же году возведён в достоинство митрополита Фтиотидского и Фавмакского.
В 1995 году отделился от «флоринитского» синода и вместе с рядом иерархов образовал собственный «ламийский» или «каллиникитский» синод, который возглавил в качестве председателя.
В 2004 году сложил с себя обязанности председателя Синода и вернулся к епархиальной деятельности во Фтиотидской митрополии.
Скончался 18 октября 2016 года во фтиотидском монастыре Святого Афанасия Метеорского. Отпевание и погребение состоялись 19 октября в соборе святого Спиридона в Ламии.